# Табуларій

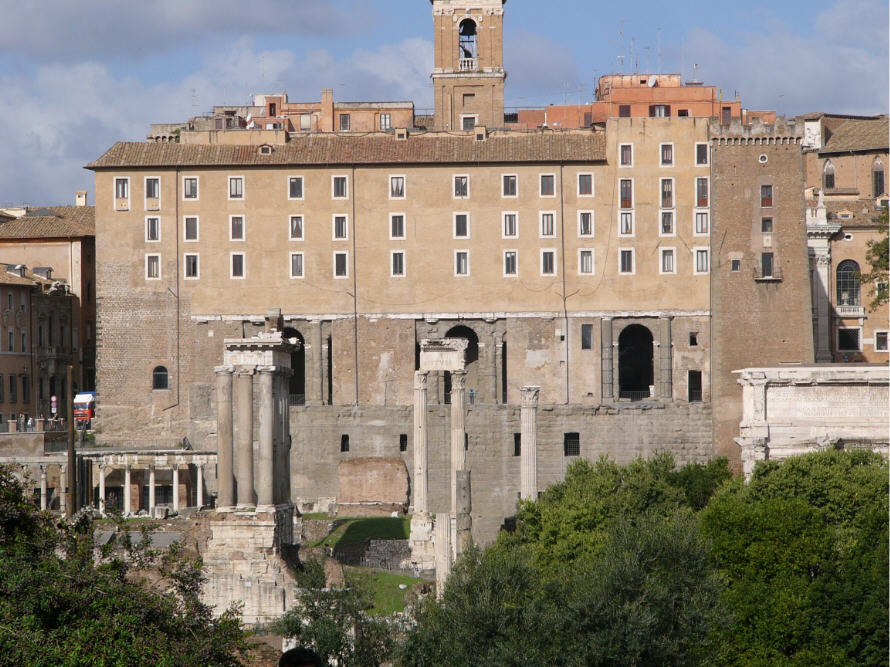
Табуларій

Табуларій (лат. tabularium) — державний архів у стародавньому Римі, в якому зберігалися народні постанови та інші державні акти (лат. tabulae publicae).

## Історія
Спочатку в Римі не існувало державного архіву, tabulae виставлялися на форумі або на Капітолії. У міру збільшення кількості табул були організовані різні Табуларії: senatusconsulta і plebiscita зберігалися в храмі Церери в долині між Палатином і Авентином поблизу Circus Maximus, фінансові акти — на Капітолійському пагорбі в храмі Сатурна, foedera — на Капітолії — в особливому Табуларії.
У 83 до н. е., під час міжусобних воєн Сулли, Капітолій було пошкоджено пожежею, знищили ту частину храму Сатурна, в якому знаходився Табуларій.
У 78 до н. е. поруч із храмом Сатурна Квентул Лутацій Катул побудував загальний державний архів (лат. tabularium або лат. aerarium Saturni), залишки якого збереглися до наших днів. Крім цього архіву, в Римі існували особливі архіви як в окремих містах Італії (муніципальні архіви), так і в головних містах кожній провінції (провінційні архіви), а також особливі архіви для різних світських і духовних корпорацій, наприклад для авгурів, жерців і т. д. Імператори мали особливий tabularium Caesaris.
Власне споруда державного архіву Стародавнього Риму або будинок для збереження міських архівів. Знаходиться з північного заходу пагорба Капітолія, на вершині якого знаходився стародавній храм Юпітера Капітолійського.
Фасад Табуляріуму — двоярусна ордерна аркада. Табуляріум — найбільш рання зі споруд, які збереглися до нашого часу, в яких була застосована система римської архітектурної чарунки.

## Галерея

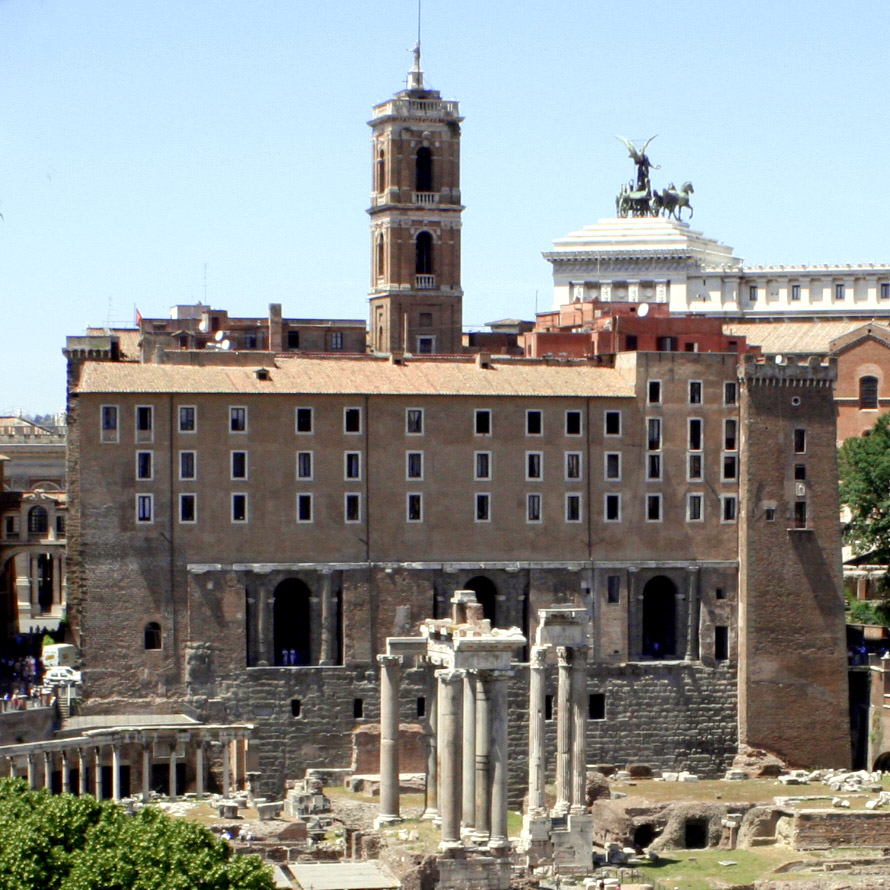
Табуларій
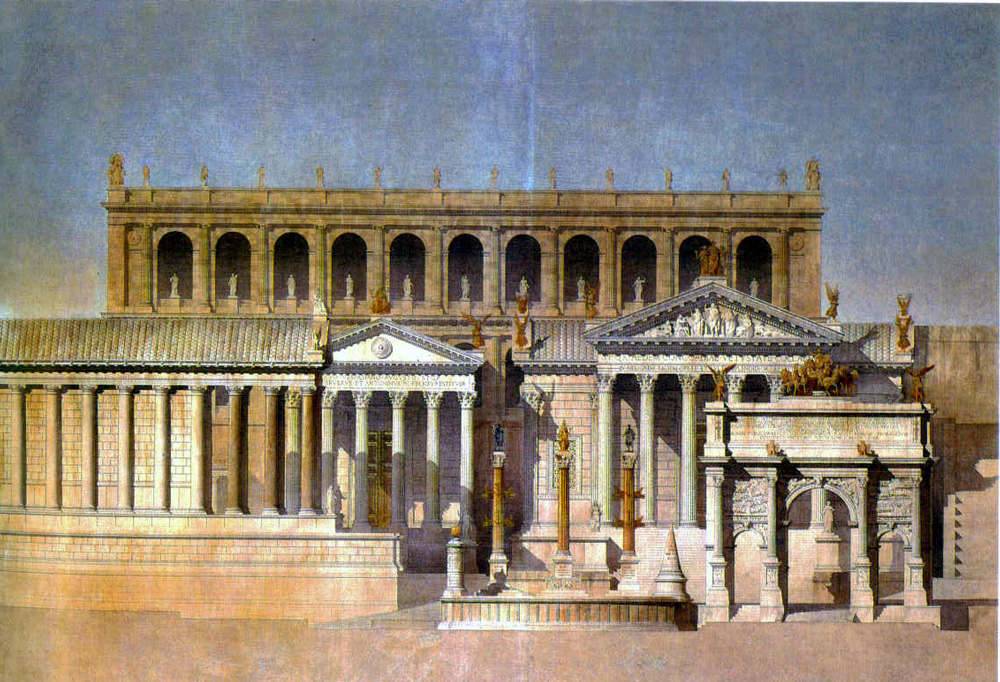
Реконструкція форуму. Табуларій — посередині на задньому плані
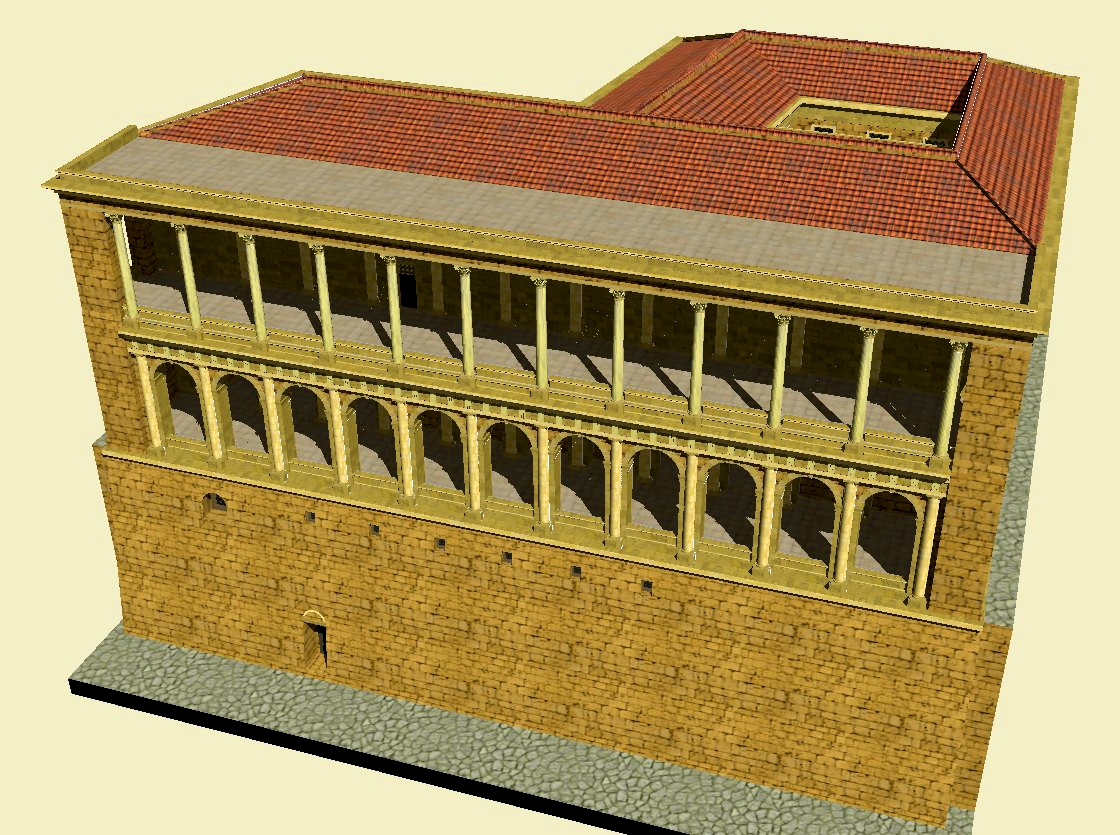
Реконструкція
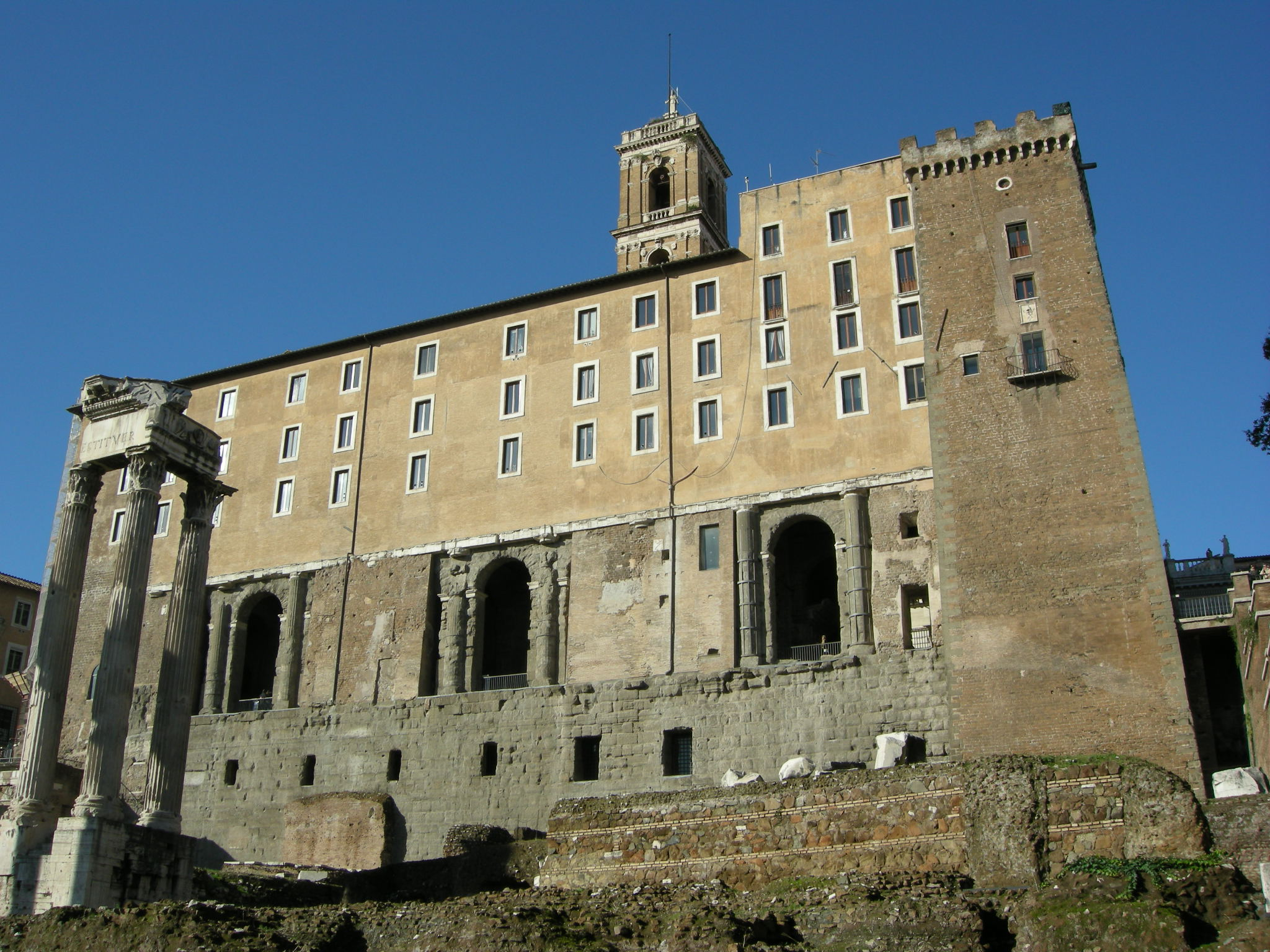
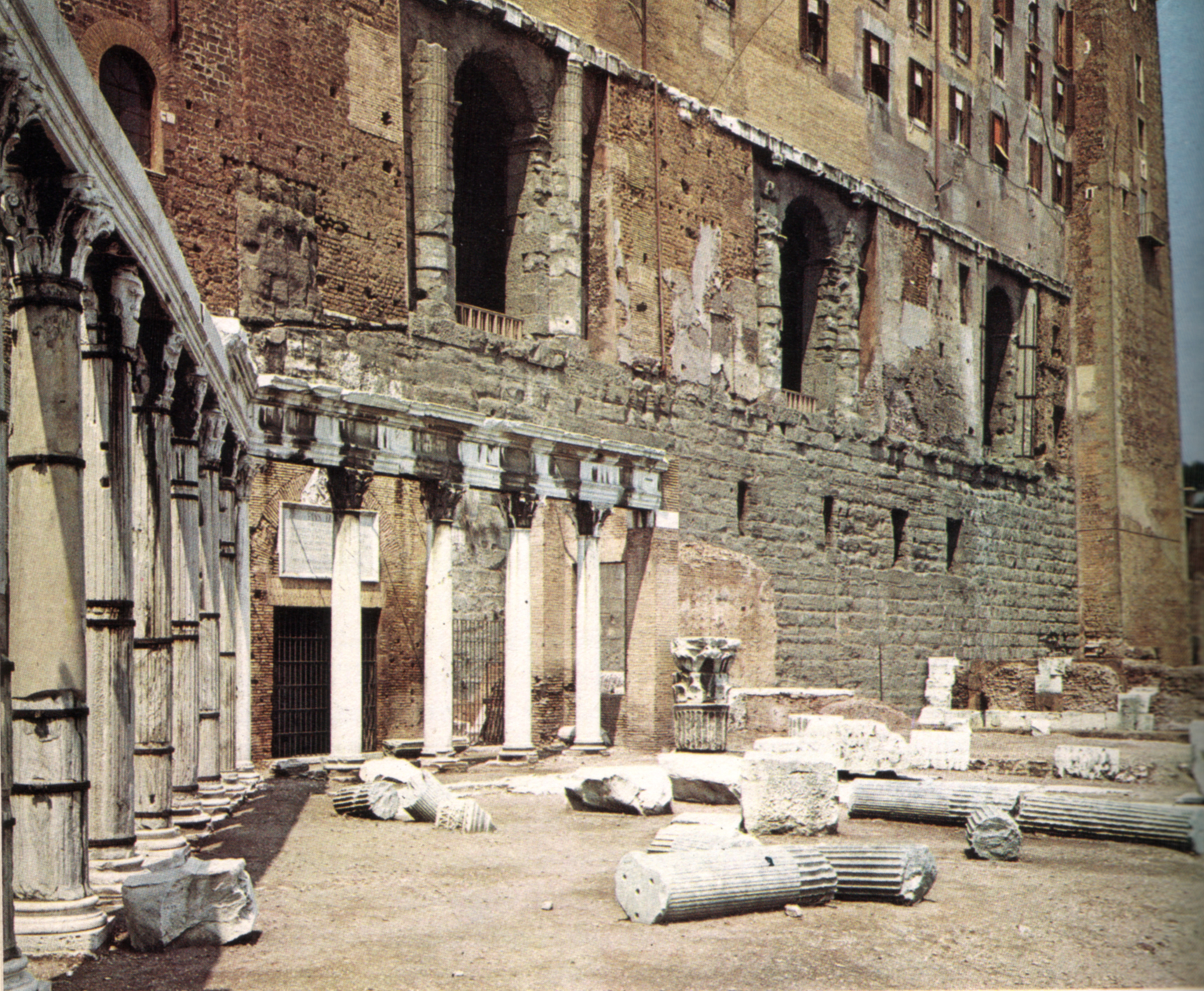